# 加拿大越洋航空961號班機事故
越洋航空961號班機事故，為一架越洋航空航班。2005年3月6日，該機從古巴巴拉德羅飛往加拿大魁北克市中發生結構故障，導致方向舵脫離。 所幸機組人員重新獲得對飛機的控制並安全返回巴拉德羅，全機271人才得以生還。 截至2020年3月，越洋航空的空中巴士A310-300已不再服役。
隨後的調查確定製造商對複合材料舵的檢查程序並不充分。這次事故後，對客機複合結構的檢查程序發生了變化。

## 事故過程
美國東部時間凌晨2時48分，載有262名乘客和9名機組人員的TS961航班從古巴起飛。航班爬升至35,000英尺（11,000米）的初始巡航高度後，乘務員開始提供機上服務。凌晨3點02分，一聲巨響後，飛機開始劇烈顫抖並出現荷蘭滾，同時開始爬升，直至機組人員通過下降克服了飛機的顛簸。這架飛機試圖轉降到勞德代爾堡-好萊塢國際機場，但越洋航空公司的運營告訴機組人員，返回巴拉德羅會是更謹慎的選擇。駕駛艙上沒有警告指示方向舵問題或偏航阻尼器問題。飛機於凌晨4時19分安全着陸。在登機門停泊後，工作人員進行了一次巡視檢查嘗試找出事故原因，檢查時發現整個方向舵脫離了飛機的垂直安定面。

## 調查
由於事故發生時間較長，大部分駕駛艙錄音機和飛行數據記錄儀被擦除。但關於事故原因有多個調查結果，飛機的尾部可能有應力性斷裂，在事故飛行前的幾次飛行中都沒有注意到，A310的尾部沒有阻止斷裂增長的機制。
同時，運輸安全委員會發現複合材料舵的檢查計劃不充分，尤其是方向舵的耐用性受到質疑。此次事故提供了對空中巴士A300-600、A300-600R及A310飛機方向舵問題的新見解。

## 事後
此飛機經過維修後繼續運營，直到退役。事故飛機的尾翼編號為303，目前已由越洋航空退役。過時的飛機被航空公司更換為更現代、更高效的空中巴士A321Neo。 截至2020年3月31日，所有空中巴士A310均已從越洋航空退役。